# Gary Blackford
Gary John Blackford (sinh ngày 25 tháng 9 năm 1968) là một cựu cầu thủ bóng đá người Anh thi đấu ở Football League ở vị trí hậu vệ cho Barnet.